# Gabriele Allegra
Blahoslavený Gabriele Allegra OFM (26. prosince 1907, San Giovanni la Punta, Itálie – 26. ledna 1976, Hongkong) byl italský minoritský kněz a biblista, působící převážně v Hongkongu. Je iniciátorem a hlavním autorem nejpoužívanějšího čínského katolického překladu Bible, tzv. františkánského překladu (čínsky 思高本, přepisu pchin-jin sīgāoběn, v českém přepisu s'-kao-pen). 29. září 2012 byl prohlášen za blahoslaveného.

## Život
Pocházel ke Sicílie, v roce 1918 vstoupil do františkánského semináře v Acireale, v roce 1923 vstoupil do noviciátu, v roce 1926 začal studovat na koleji sv. Antonína v Římě. V roce 1928, ve věku 21 let, se účastnil oslav šestistého výročí úmrtí prvního katolického čínského misionáře, Jana z Montecorvina. Tohoto dne pojal myšlenku přeložit Bibli do čínštiny, tomuto úkolu se věnoval dalších čtyřicet let. V roce 1930 byl vysvěcen na kněze a brzy poté odplul do Číny.
V červenci 1931 dorazil do svého prvního působiště v provincii Chu-nan, zde se také začal učit čínsky. V roce 1937 s pomocí svého čínského učitele dokončil první náčrt svého překladu. Poté se na tři roky vrátil do Itálie, kde se věnoval dalším studiím biblických jazyků a archeologie.
V roce 1940 se opět přes Japonsko vydal do Číny, v japonském Kóbe se setkal s významným jezuitou a filosofem Pierrem Teilhardem de Chardin. Při obtížné cestě válečnou zónou (zuřila druhá čínsko-japonská válka) ztratil náčrt svého překladu Bible a musel začít znovu. Protože byl italským občanem a kaplanem italského velvyslanectví, nemohli ho Japonci dlouho zadržovat a Allegra se mohl věnovat své překladatelské práci. Podporoval také jiné misionáře, které Japonci internovali, a několika vězňům zajistil propuštění.
V roce 1945 založil v Pekingu instituci Studium Biblicum Franciscanum, která sdružovala misionáře a čínské františkánské kněze, která se měla věnovat biblistickým studiím a překladu Písma, po převzetí moci komunistickou stranou se však Allegrův překladatelský tým musel přesunout do Kau-lungu v Hongkongu. Postupně vycházely jednotlivé svazky čínského překladu Bible s bohatým poznámkovým aparátem. V roce 1954 absolvoval se čtyřmi čínskými kolegy studijní pobyt na jeruzalémské biblické škole.
I přes svou rozsáhlou práci v biblické škole Allegra často navštěvoval kolonii „svých milovaných malomocných“ v Macao, kde také trávil většinu dovolených.
Kompletní překlad byl vydán o Vánocích 1968, v roce 1975 byl vydán biblický slovník, téhož roku začal Allegra pracovat na svých pamětech, při práci však v roce 1976 zemřel.

## Další činnost
Kromě své neúnavné biblistické práce byl Gabriele Allegra uznávaným odborníkem na dílo blahoslaveného Dunse Scota. Vydal také knihu svých rozhovorů s Pierrem Teilhardem de Chardin a spisy s mariologickou tematikou.